# Jerry Johnson
Jerry Jamar Johnson (ur. 23 kwietnia 1982 w Lancaster) – amerykański koszykarz, występujący na pozycjach rozgrywającego oraz rzucającego obrońcy, posiadający także kazachskie obywatelstwo.

## Osiągnięcia
Na podstawie, o ile nie zaznaczono inaczej.
NCAA
- Debiutant Roku Konferencji Metro Atlantic Athletic (MAAC – 2002)
- Sportowiec Roku uczelni Rider (2005)
- Zaliczony do:
  - I składu:
    - konferencji MAAC (2003–2005)
    - turnieju MAAC (2005)
    - debiutantów MAAC (2002)

  - III składu MAAC (2002)
  - Galerii Sław Sportu uczelni Rider (2013)

Drużynowe
- Mistrz:
  - Kazachstanu (2012–2015)
  - Belgii (2008–2010)
- Wicemistrz:
  - Kazachstanu (2016)
  - Turcji (2011)
- Zdobywca pucharu:
  - Kazachstanu (2011–2014)
  - Belgii (2009)
- Uczestnik TOP 16:
  - Eurocup (2010/11)
  - Euroligi (2010/11)
- Finalista Pucharu Belgii (2010)

Indywidualne
- MVP 3 tygodnia rozgrywek ligi VTB (2013/14)
- Zaliczony do:
  - I składu:
    - Pucharu Kazachstanu (2013, 2014)
    - ligi Kazachstanu (2013, 2014)
    - Final Four (2015)

  - Galerii Sław VTB (2019)[3]
- Powołany do udziału w meczu gwiazd PLK (2006 – nie wystąpił)
- Lider:
  - TBL w liczbie zdobytych punktów (2006)[4]
  - ligi VTB w asystach (2014)
  - ligi tureckiej w skuteczności rzutów wolnych (2011)
- Uczestnik konkursu rzutów za 3 punkty PLK (2006)
- Rekordzista ligi VTB w liczbie asyst, celnych rzutów wolnych, double-doubles, uzyskanych w całej karierze.

Reprezentacja
- Uczestnik mistrzostw Azji (2013 – 8. miejsce, 2015 – 11. miejsce)
- Lider mistrzostw Azji w skuteczności rzutów wolnych (2015)